# Trio van Gogh
Trio van Gogh er en dansk komedieserie i form af en opdigtet og satirisk udgave af et dokumentarprogram, produceret af Danmarks Radios ungdomsafdeling i 2007. Programmet følger den klassiske trio med det noget tvivlsomme navn, "Trio van Gogh", på deres vej til succes i musikverdenen. Seriens ti afsnit er skrevet af Esben Pretzmann og Rune Tolsgaard, der også står bag bl.a. Drengene fra Angora (2004) og Teatret ved Ringvejen (2006).
Trioen, der har Anette (Mia Lyhne) i front på tværfløjte, tæller også Den Erik (Hjalte Flagstad) på cello og ungarske Miklos (Brian Lykke) på violin, og de kommer oprindelig fra en klassisk musikalsk baggrund, men er inden seriens start gået over til at spille deres egne versioner af danske pophits, da der efter deres udsagn ikke var tilstrækkelig efterspørgsel efter klassisk musik. Det er bl.a. Jacob Haugaards "Haveje" og Shu-bi-duas "Sexchikane", der bliver udsat for tværfløjte, cello og violin i trioens noget komiske arrangementer.

## Medvirkende
- Anette Lauritsen – Mia Lyhne
- Erik Trier – Hjalte Flagstad
- Miklos Raboszki – Brian Lykke